# Gare de Mortain - Le Neufbourg
La gare de Mortain - Le Neufbourg était une gare ferroviaire française de la ligne de Vire à Romagny, située sur le territoire de la commune du Neufbourg, à proximité de Mortain, dans le département de la Manche, en région Normandie. 
Elle ne doit pas être confondue avec la gare de Mortain - Bion, sur l'ancienne ligne de Domfront à Pontaubault.

## Situation ferroviaire
Établie à 234 mètres d'altitude, la gare de Mortain - Le Neufbourg est était située sur la ligne de Vire à Romagny, entre les gares fermées de Saint-Clément et de Romagny. 

## Service des voyageurs
Gare désaffectée.

## Après le ferroviaire
L'abandon du bâtiment voyageur survient après la fermeture complète (services voyageur et marchandise) de la Ligne de Vire à Romagny. La gare est toujours désaffectée.